# Poklek nad Blanco
Poklek nad Blanco je naselje v Občini Sevnica.